# The Burning World
The Burning World é um romance de ficção científica, de 1964, pelo escritor britânico J. G. Ballard.

## Enredo
Contrastando com o livro anterior de Ballard The Drowned World (em português: Cataclismo Solar), Mundo em Chamas descreve a Terra como um ambiente onde a água é escassa. Depois de uma extensa seca, rios secaram, fazendo com que a população do mundo rumasse em direção aos oceanos em busca de água. A seca é causada por resíduos industriais despejados no oceano, que formam uma barreira permeável pelo oxigênio de polímeros saturados, que evitam que a água evapore e destrói o ciclo da chuva.
Após a publicação do livro, foram descobertos depósitos de lixo cobrindo grandes extensões do Oceano Pacífico.[carece de fontes?]